# Markuskapelle (Mistelbrunn)

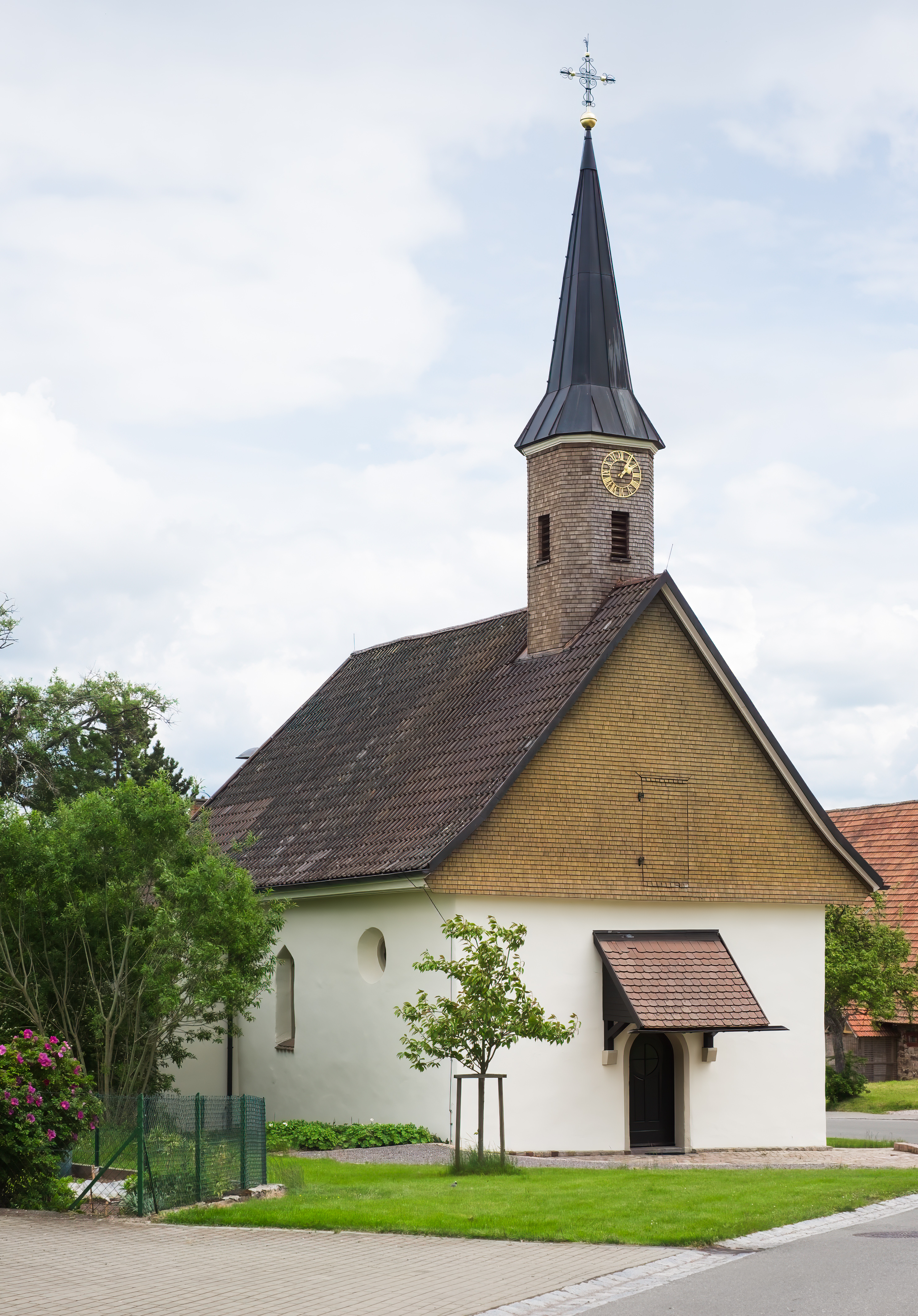
Markuskapelle Mistelbrunn

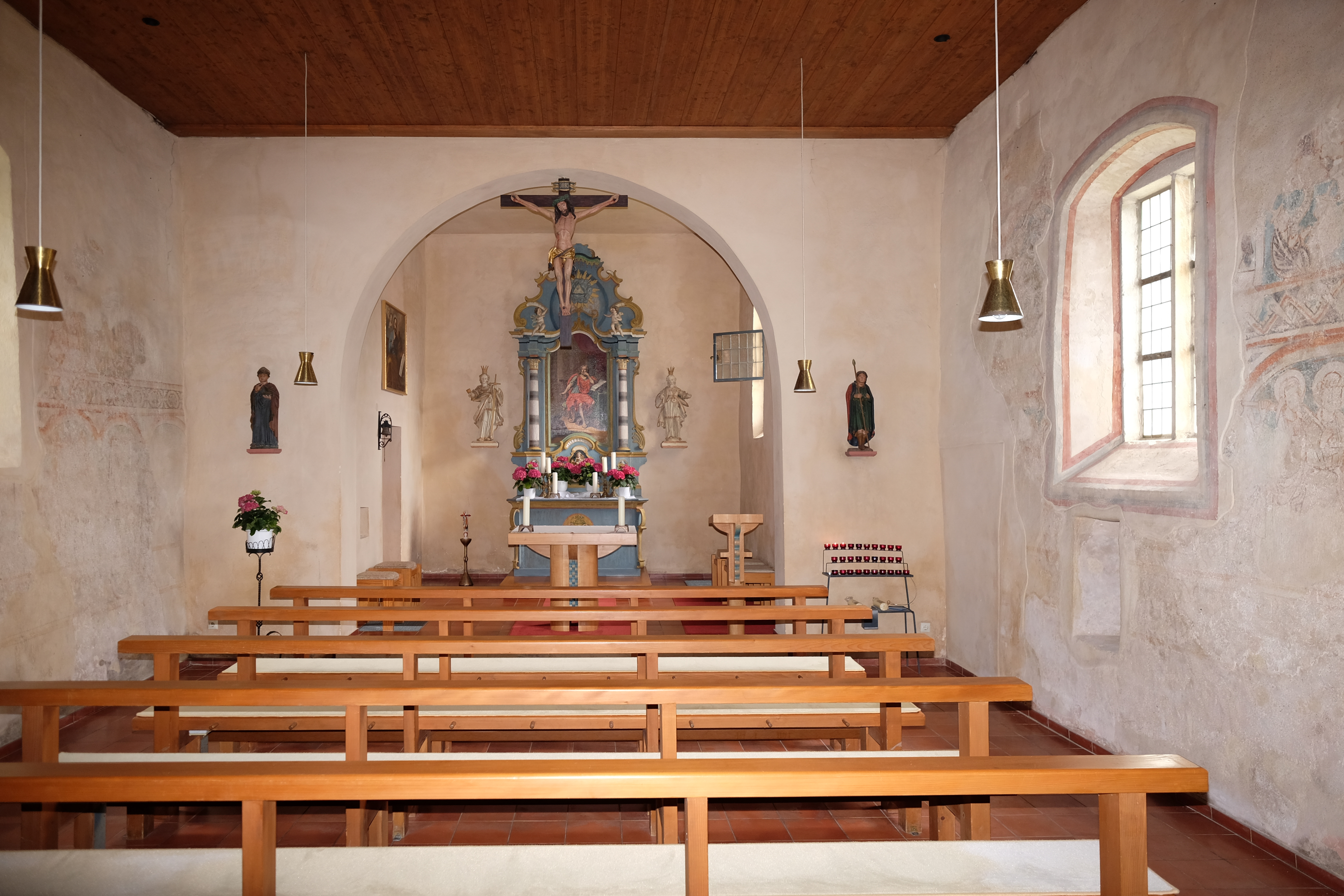
Innenraum

Die römisch-katholische Markuskapelle steht in Mistelbrunn, einem Gemeindeteil der Kleinstadt Bräunlingen im Schwarzwald-Baar-Kreis in Baden-Württemberg. Sie gehört zum Erzbistum Freiburg. Das Bauwerk ist beim Landesamt für Denkmalpflege Baden-Württemberg als Baudenkmal eingetragen.

## Beschreibung
Die Kapelle wurde Anfang des 12. Jahrhunderts unter Verwendung der Reste eines abgebrannten Vorgängerbaus errichtet. Sie besteht aus einem Langhaus, einem eingezogenen, gerade geschlossenen Chor im Osten, der im 15. Jahrhundert erneuert wurde, und der Sakristei an der Nordwand des Chors. Aus dem Satteldach des Langhauses erhebt sich im Westen ein quadratischer Dachreiter, dessen Ecken abgeschrägt sind, der den Glockenstuhl mit drei Kirchenglocken und die Turmuhr beherbergt, und der mit einem spitzen Helm bedeckt ist. Hinter dem Pultdach an der Westseite befindet sich das Portal. 
An der nördlichen Wand und an der südlichen Wand des Innenraums befinden sich Fresken.